# Acordo de paz entre Etiópia e Tigré

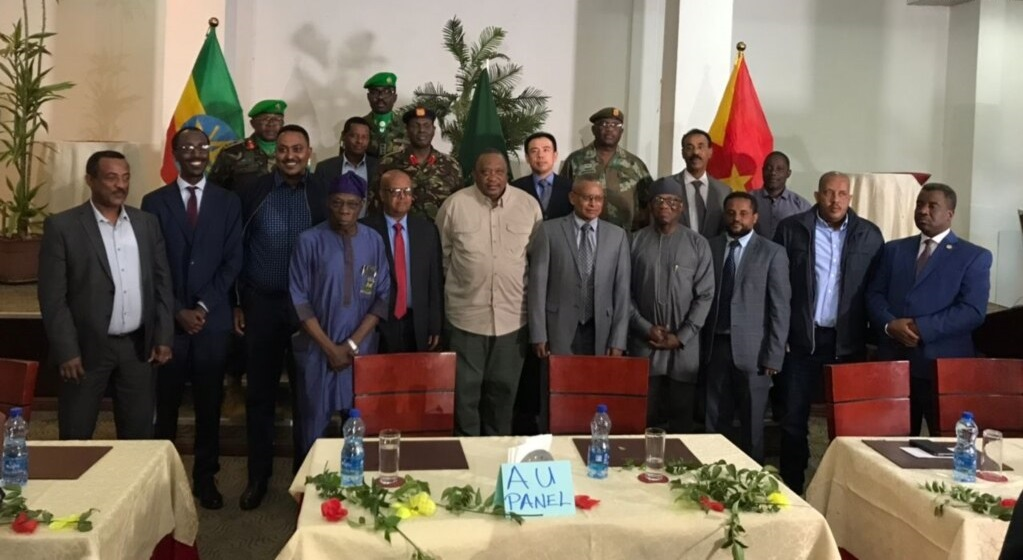
Uma grande delegação da União Africana (UA) e outros parceiros chegou hoje a Mekelle. A delegação, liderada pelo enviado especial da União Africana para a Etiópia, Olusegun Obasanjo, também inclui embaixadores de vários países.

O acordo de paz Etiópia-Tigray, também chamado de Acordo de Pretória ou Acordo de Cessação das Hostilidades, é um tratado de paz entre o governo da Etiópia e a Frente de Libertação do Povo Tigray que foi assinado em 2 de novembro de 2022, no qual ambas as partes concordaram com uma "cessação permanente das hostilidades" para encerrar a Guerra de Tigray. O acordo entrou em vigor no dia seguinte, 3 de novembro, marcando o segundo aniversário da guerra.

## Contexto
A guerra começou em novembro de 2020, na região de Tigray, na Etiópia. Primordialmente um conflito entre o governo etíope e a Eritreia de um lado, e a Frente de Libertação do Povo Tigray do outro, a guerra foi caracterizada por crimes de guerra, massacres de civis, acusações de genocídio, e uma crise humanitária devastadora.
Em 20 de dezembro de 2021, depois que o governo repeliu com sucesso uma incursão em direção a Adis Abeba, a Frente de Libertação do Povo Tigray solicitou um cessar-fogo. Os combates abrandaram e, a 24 de março de 2022, o governo etíope declarou "uma trégua humanitária por tempo indeterminado". Tanto a Etiópia como a Frente de Libertação do Povo Tigray concordaram inicialmente em negociar um fim oficial para a guerra; nos meses seguintes, no entanto, as relações tornaram-se cada vez mais hostis, com ambas as partes a acusarem-se mutuamente de não terem interesse sincero na paz - no final de agosto, as negociações de paz deterioraram-se completamente e a guerra recomeçou.

### Reescalada da guerra
Após o colapso do cessar-fogo de março a agosto, a violência em tempo de guerra atingiu um nível não visto em meses. As forças conjuntas etíopes-eritreias e a Frente de Libertação do Povo Tigray mobilizaram centenas de milhares de tropas umas contra as outras, deslocando 574.000 pessoas, e matando cerca de 100.000 a mais no intervalo de algumas semanas. Em outubro de 2022, a guerra em geral havia matado cerca de 385.000 a 600.000 pessoas.
A escala da violência alarmou observadores internacionais, incluindo as Nações Unidas e a União Africana, que instaram as partes em guerra a retornarem às negociações de paz. O Secretário-Geral da ONU, António Guterres, afirmou que "a situação na Etiópia está a ficar fora de controle", e muitas outras agências, académicos e organizações de direitos humanos começaram a alertar para um aumento dramático do discurso de ódio contra os tigrínios.

### Novas tentativas de negociações de paz
Tentativas de renegociação para um acordo de paz foram feitas ao longo de setembro e início de outubro. Em 7 de setembro, o presidente da Frente de Libertação do Povo Tigray, Debretsion Gebremichael, enviou uma carta à ONU solicitando paz. Ele afirmou que, se o Conselho de Segurança da ONU não interviesse:
"[Nós] propomos uma cessação das hostilidades que inclua os quatro elementos a seguir:
1. Um levantamento imediato, incondicional e completo do bloqueio aos serviços essenciais.
2. Acesso humanitário irrestrito, incluindo protocolos e arranjos claros e acordados para esse efeito.
3. A retirada das forças eritreias de todas as partes do território etíope e tigrínio, sob monitoramento internacional, para posições nas quais não possam mais representar qualquer ameaça para nós.
4. Retornar às fronteiras constitucionalmente reconhecidas de Tigré, como estavam antes do início das hostilidades em novembro de 2020."

Em 5 de outubro, tanto o governo etíope quanto as forças rebeldes tigrínias aceitaram um convite da UA para ter negociações de paz na África do Sul, inicialmente programadas para ocorrer entre 7 e 8 de outubro. No entanto, as negociações foram logo adiadas, supostamente devido a uma combinação de fatores, incluindo planejamento deficiente, problemas logísticos, a rápida escalada dos combates e preocupações da Frente de Libertação do Povo Tigray sobre não ter informações suficientes disponíveis sobre como as negociações seriam conduzidas. Futuramente, uma nova data para as negociações de paz foi definida para 25 de outubro, onde as conversações ocorreriam em Pretória, no Departamento de Relações Internacionais e Cooperação da África do Sul.

## Período de negociação
As negociações foram mediadas conjuntamente pelo enviado da UA para o Chifre da África e ex-presidente nigeriano Olusegun Obasanjo, ex-presidente queniano Uhuru Kenyatta, enviado dos Estados Unidos para o Chifre da África Mike Hammer e ex-vice-presidente da África do Sul Phumzile Mlambo-Ngcuka. O porta-voz da Frente de Libertação do Povo Tigray Getachew Reda e o conselheiro de segurança nacional etíope Redwan Hussien atuaram como os principais negociadores. Embora originalmente programado para durar de 25 a 30 de outubro, isso foi posteriormente estendido por mais alguns dias.
As esperanças de que estas conversações pudessem parar definitivamente a guerra foram consideradas baixas; os combates não pareceram abrandar, mesmo quando as discussões de paz começaram, e as forças eritreias, em particular, ainda estariam envolvidas na matança de civis durante a maior parte do período de negociações. Em 28 de outubro, a Etiópia expressou sua desconfiança sobre os motivos de "entidades ocidentais" não especificadas durante o processo, alegando que afirmações "infundadas e politicamente motivadas" estavam sendo feitas sobre a guerra por uma agenda "sinistra", que a "propaganda irresponsável" da Frente de Libertação do Povo Tigray estava sendo repetida sem crítica e afirmou ainda que "organizações veneráveis e intervenientes bem-intencionados poderiam ser participantes involuntários desta campanha". Ainda assim, apesar dessas preocupações, as negociações continuaram.

### Conclusão
Em 2 de novembro de 2022, o governo federal etíope e a Frente de Libertação do Povo Tigray divulgaram uma declaração conjunta, na qual afirmaram que haviam "concordado em silenciar permanentemente as armas e encerrar os dois anos de conflito no norte da Etiópia". Obasanjo explicou que o acordo envolverá um "desarmamento sistemático, ordenado, tranquilo e coordenado".

## Termos do acordo
O acordo completo contém um preâmbulo e 15 artigos, começando com os objetivos do acordo (Artigo 1), seguidos pelos princípios gerais subjacentes ao cessar-fogo (Artigo 2). O Artigo 13 instrui ambas as partes a “implementar este Acordo de boa fé” e evitar tentar prejudicá-lo.
Cessação permanente das hostilidades
O acordo proíbe "todas as formas de hostilidades", tanto diretas quanto indiretas; isso inclui participar de guerras por procuração, usar discurso de ódio, propaganda, ataques aéreos ou minas terrestres, ou colaborar com qualquer "força externa" hostil uns contra os outros.
Proteção de civis
Ambas as partes concordaram em seguir as leis internacionais de direitos humanos e proteger civis de violações de direitos humanos. Condenações específicas foram feitas em relação a atos de violência sexual e de gênero, violência contra crianças (incluindo o uso de crianças-soldados), violência contra mulheres e meninas e violência contra idosos.
Acesso humanitário
O governo etíope deve permitir a entrada de ajuda humanitária no país o mais rápido possível e reintegrar pessoas deslocadas internamente e refugiados à sociedade etíope, desde que seja seguro o suficiente para fazê-lo. Ambas as partes concordaram em cooperar entre si, bem como com agências humanitárias que trabalham para reunir famílias. Ambas as partes também concordaram em não se apropriar indevidamente da ajuda e garantir que ela seja realmente usada para fins humanitários.
Desarmamento, desmobilização e reintegração
A Etiópia e a Frente de Libertação do Povo Tigray concordaram que um canal de comunicação aberto deveria ser criado "dentro de 24 horas" da assinatura do acordo. Ambas as partes também precisavam reconhecer que a Etiópia "tem apenas uma força de defesa", que as forças rebeldes de Tigré devem "desmobilizar e reintegrar", e que a Frente de Libertação do Povo Tigray deve se desarmar completamente dentro de 30 dias da assinatura.
Medidas de construção de confiança
A Frente de Libertação do Povo Tigray concordou em:
1. Respeitar a autoridade do governo.
2. "Abster-se de ajudar e encorajar, apoiar ou colaborar com qualquer grupo armado ou subversivo em qualquer parte do país."
3. Respeitar o "mandato constitucional do Governo Federal" para enviar tropas e forças de segurança para Tigray.
4. Não recrutar, treinar ou mobilizar forças militares, ou agir em "preparação para conflito."
5. Respeitar a soberania etíope, e não enfraquecê-la, seja por conta própria, ou por meio de "relações com potências estrangeiras."
6. Não forçar uma mudança no governo por meios inconstitucionais.[4]

Enquanto isso, o governo concordou em:
1. Interromper todas as operações militares contra "combatentes da TPLF."
2. Restaurar serviços básicos e essenciais para Tigray o mais rápido possível.
3. Parar de designar a Frente de Libertação do Povo Tigray como um grupo terrorista.
4. Fornecer acesso humanitário sem impedimentos para o Tigray.[46][4]

Fronteiras internacionais e instalações federais
Como parte do acordo, a Força de Defesa Nacional da Etiópia será implantada ao longo das fronteiras internacionais da Etiópia; o acordo declara que estas devem "salvaguardar a soberania, integridade territorial e segurança do país de incursões estrangeiras e garantir que não haverá provocação ou incursão de nenhum dos lados da fronteira."
As autoridades federais também assumirão "controle total e efetivo" de todo o espaço de aviação, aeroportos e rodovias em Tigray.
Restauração da autoridade federal e representação tigrínia
O acordo estipula que o governo federal etíope deve ter permissão para restabelecer a autoridade na região de Tigray, incluindo na capital Mekelle, e que "a ENDF e outras instituições federais relevantes terão uma entrada rápida, tranquila, pacífica e coordenada" na cidade. Em troca, o governo garantiu que Tigray será devidamente representado nas instituições governamentais, de modo a não violar a constituição etíope.
Medidas de transição
"Dentro de uma semana" da remoção da designação terrorista da Frente de Libertação do Povo Tigray — mas antes da realização das eleições — uma "Administração Regional Inclusiva" deve ser estabelecida; uma semana após a remoção da designação "terrorista", ambas as partes devem se envolver em um diálogo político para "encontrar soluções duradouras". A Etiópia também concordou em instituir uma política de justiça transicional que terá como objetivo ser responsável e verdadeira, e dar justiça às vítimas.
Além disso, ambas as partes se comprometeram a resolver "questões de áreas contestadas", de uma forma que esteja em conformidade com a Constituição da Etiópia.
Monitoramento, verificação e conformidade
Foi acordado que esse processo deve ser monitorado e observado por um "Comitê Conjunto", com um representante de cada um do governo etíope, da Frente de Libertação do Povo Tigray e da Autoridade Intergovernamental para o Desenvolvimento (IGAD), tudo isso presidido pela União Africana por meio de um "Painel de Alto Nível"."